# Atthidographe
Les atthidographes sont des historiens de la Grèce antique à partir de l'époque classique et auteurs d'ouvrages relatant l'histoire d'Athènes et de l'Attique, appelées les Atthides (en grec ancien : Ἀτθις ἱστορία ou plus simplement Ἀτθις, « Histoire de l'Attique »). Leurs œuvres nous sont parvenues sous la forme de nombreux fragments.
Les atthidographes sont les représentants les plus connus de la tradition des histoires locales consacrées à l'histoire d'une cité, d'une région ou d'un peuple. Ces histoires se caractérisent par le fait qu'elles ne se cantonnent pas aux récits mythiques liés par exemple à la fondation d'une cité, mais s'intéressent aussi, voire surtout, aux événements de l'histoire proprement humaine. Les Atthides prennent la forme de récits linéaires constituées d'épisodes nettement délimités, et mêlant aux événements politiques et militaires des anecdotes mettant en valeur les grands personnages d'Athènes et des remarques sur la topographie ou les rites religieux.
Le genre des Atthides émerge dès le début de l'époque classique (au début du Ve siècle av. J.-C.) et se poursuit à l'époque hellénistique puis à l'époque romaine, où l'évocation de la grandeur passée d'Athènes nourrit le patriotisme grec à une époque où les Grecs sont passés sous la domination politique des Romains. Parmi les atthidographes figurent notamment, à l'époque classique, Hellanicos de Lesbos, Clidémos, puis, à l'époque hellénistique, Androtion et Philochore. Les fragments des Atthides et les témoignages concernant les atthidographes ont été regroupés dans les Fragmente der griechischen Historiker par le philologue allemand Felix Jacoby au début du XXe siècle.